# Svetovno prvenstvo športnih dirkalnikov sezona 1957
Svetovno prvenstvo športnih dirkalnikov sezona 1957 je bila peta sezona Svetovnega prvenstva športnih dirkalnikov, ki je potekalo med 20. januarjem in 3. novembrom 1957. Naslov konstruktorskega prvaka je osvojil Ferrari.

## Spored dirk
| Št | Ime                   | Dirkališče                     | Datum               |
| -- | --------------------- | ------------------------------ | ------------------- |
| 1  | 1000 km Buenos Airesa | Circuito de la Costanera Norte | 20. januar          |
| 2  | 12 ur Sebringa        | Sebring International Raceway  | 23. marec           |
| 3  | Mille Miglia          | Brescia                        | 12. maj             |
| 4  | 1000 km Nürburgringa  | Nürburgring                    | 26. maj             |
| 5  | 24 ur Le Mansa        | Circuit de la Sarthe           | 22. junij 23. junij |
| 6  | 1000 km Kristenstada  | Rabelöfsbanan                  | 11. avgust          |
| 7  | 1000 km Caracasa      | Caracas                        | 3. november         |

## Rezultati

### Po dirkah
| Št | Dirkališče    | Zmag. moštvo                                   | Poročilo |
| Št | Dirkališče    | Zmag. dirkač(a/i)                              | Poročilo |
| -- | ------------- | ---------------------------------------------- | -------- |
| 1  | Buenos Aires  | #10 Scuderia Temple Buell                      | Poročilo |
| 1  | Buenos Aires  | Masten Gregory Eugenio Castellotti Luigi Musso | Poročilo |
| 2  | Sebring       | #19 Officine Alfieri Maserati                  | Poročilo |
| 2  | Sebring       | Jean Behra Juan Manuel Fangio                  | Poročilo |
| 3  | Brescia       | #535 Scuderia Ferrari                          | Poročilo |
| 3  | Brescia       | Piero Taruffi                                  | Poročilo |
| 4  | Nürburgring   | #14 David Brown                                | Poročilo |
| 4  | Nürburgring   | Tony Brooks Noël Cunningham-Reid               | Poročilo |
| 5  | La Sarthe     | #3 Ecurie Ecosse                               | Poročilo |
| 5  | La Sarthe     | Ivor Bueb Ron Flockhart                        | Poročilo |
| 6  | Rabelöfsbanan | #7 Officine Alfieri Maserati                   | Poročilo |
| 6  | Rabelöfsbanan | Jean Behra Stirling Moss                       | Poročilo |
| 7  | Caracas       | #14 Scuderia Ferrari                           | Poročilo |
| 7  | Caracas       | Peter Collins Phil Hill                        | Poročilo |

### Konstruktorsko prvenstvo
Točkovanje po sistemu 8-6-4-3-2-1, točke dobi le najbolje uvrščeni dirkalnik posameznega konstruktorja. Za prvenstvo so šteli štirje najboljši rezultati na sedmih dirkah.
| Poz | Konstruktor  | 1. | 2. | 3. | 4. | 5. | 6. | 7. | Skupaj |
| --- | ------------ | -- | -- | -- | -- | -- | -- | -- | ------ |
| 1   | Ferrari      | 8  | 3  | 8  | 6  | 2  | 6  | 8  | 30     |
| 2   | Maserati     | 6  | 8  | 3  | 2  |    | 8  | 1  | 25     |
| 3   | Jaguar       | 3  | 4  |    |    | 8  | 2  |    | 17     |
| 4   | Aston Martin |    |    |    | 8  |    |    |    | 8      |
| 5   | Porsche      |    |    | 2  | 3  |    |    | 2  | 7      |
| 6   | O.S.C.A.     | 1  |    |    |    |    |    |    | 1      |